# Catadau
Catadau és un municipi del País Valencià situat a la comarca de la Ribera Alta.
El gentilici, segons Sanchis i Guarner (Els pobles valencians parlen els uns dels altres), és catauïns; l'Acadèmia Valenciana de la Llengua indica catadauïns.
Limita amb Alfarb, Carlet, Llombai i Tous (a la mateixa comarca); i amb Dosaigües (a la Foia de Bunyol).

## Geografia
El terme ocupa 35 km² de la Vall dels Alcalans, se situa a l'oest del Magre; l'orografia és accidentada per diferents serres on abunden les pinedes; la principal altura és el Matamont (512 m); dins el terme hi ha, a més, el caseriu del Poblenou, Los Rosales, La Lloma Molina i la Lloma Paga.

## Història
Tot i que a la cova de l'Avellanera hi ha algunes restes prehistòriques, la primera prova de població és una antiga alqueria islàmica el nom de la qual prové de l'àrab Catadaur que significaria "propietat del Daur".
En 1238, Jaume I fa donació de Catadau, Vall d'Alcalano i Alumber (Llombai) a Guillem de Galaubia i així queda reflectit en el Llibre del Repartiment. En 1357 va comprar-lo Roman de Riusec i després passà successivament als Centelles i als Borja dintre del marquesat de Llombai. En 1522 fou saquejat pels agermanats d'Alzira. En 1609, segons el Cens de Caracena, comptava amb 130 cases de moriscos, l'expulsió dels quals va produir la despoblació de Catadau fins al 1611 en què es va concedir carta pobla: l'1 de juny de 1611 s'hi assentaren quaranta-dos noves famílies procedents d'àrees pròximes mitjançant establiments emfitèutics.
Entre els anys 1705 i 1707 (Guerra de Successió Espanyola) els seus habitants no van satisfer les seues càrregues senyorials; va ser després de la recuperació del control borbònic (Batalla d'Almansa) quan s'hi va restablir l'orde, encara que l'activitat dels miquelets austriacistes degué continuar fins a 1714. La repressió borbònica es va concentrar en aquells llauradors que exerciren càrrecs municipals durant la contesa. Des d'aleshores, els oficials municipals varen ser més estretament vigilats per la senyoria.
La continuïtat del règim senyorial durant el segle xviii va ser una realitat cada volta més qüestionada. Els fraus en la partició de collites i les rompudes sense permís s'hi troben àmpliament documentades durant aquell segle de creixement demogràfic sostingut. Enmig d'un clima d'oposició antisenyorial, l'any 1733 els veïns de Catadau mamprengueren un llarguíssim plet contra el duc de Gandia i marqués de Llombai per a la incorporació del Marquesat a la Corona, que més tard abandonarien el veïns de Llombai i d'Alfarb. El litigi acabà el 1806 amb la segregació de Catadau del Marquesat i la seua incorporació a la Corona. Catadau recuperava així el domini directe de les terres i la Corona rescatava la jurisdicció, les regalies i el terç delme.
En 1843 la seua parròquia va aconseguir la independència de la de Llombai. El 22 de juny de 1851 el Diario Mercantil de Valencia informava del bateig en l'església de Catadau d'una xiqueta, Luisa Boulet y Vera, filla dels marquesos de Liédena, que residien a Catadau i estaven emparentats amb la família reial. A Catadau també va nàixer el 1830 Joaquín Rodríguez Valcárcel del Castillo, comte de Pestagua, diputat moderat i militar. L'aveïnament d'aristòcrates sembla ser, en part, conseqüència de l'esmentat procés judicial d'incorporació a la Corona.

## Demografia
| 1990  | 1992  | 1994  | 1996  | 1998  | 2000  | 2002  | 2004  | 2006  | 2007  |
| ----- | ----- | ----- | ----- | ----- | ----- | ----- | ----- | ----- | ----- |
| 2.230 | 2.201 | 2.225 | 2.189 | 2.273 | 2.345 | 2.371 | 2.487 | 2.578 | 2.619 |

## Economia
L'agricultura és el principal fonament de l'economia local, el secà dona garrofera, vinya, olivera i ametler; el regadiu, cítrics, hortalisses i fruiters. Hi és important també la ramaderia (bestiar boví i porcí) i l'avicultura.

## Política i Govern

### Composició de la Corporació Municipal
El Ple de l'Ajuntament està format per 11 regidors. En les eleccions municipals de 26 de maig de 2019 foren elegits 4 regidors del Partit Popular (PP), 4 d'Independents per Catadau (IPC) i 3 de Compromís per Catadau (Compromís).
| Eleccions municipals de 26 de maig de 2019 - Catadau |                                     |                                     |                                     |        |          |          |
| Candidatura | Candidatura                         | Candidatura                         | Cap de llista                       | Vots   | Vots     | Regidors |
| | Partit Popular                      |                                     | Oreto Miquel Miguel                 | 570    | 34,13%   | 4 (-1)   |
| | Independents per Catadau            |                                     | Manuel Enrique Bono Donat           | 547    | 32,75%   | 4 (+1)   |
| | Compromís per Catadau               |                                     | Hèctor Roig Roig                    | 540    | 32,344%  | 3 ()     |
| | Vots en blanc                       |                                     |                                     | 13     | 0,78%    |          |
| Total vots vàlids i regidors | Total vots vàlids i regidors        | Total vots vàlids i regidors        | Total vots vàlids i regidors        | 1.673  | 100 %    | 11       |
| | Vots nuls                           | Vots nuls                           | Vots nuls                           | 21     | 1,24%    |          |
| Participació (vots vàlids més nuls) | Participació (vots vàlids més nuls) | Participació (vots vàlids més nuls) | Participació (vots vàlids més nuls) | 1.691  | 78,29%** |          |
| Abstenció | Abstenció                           | Abstenció                           | Abstenció                           | 469*   | 21,71%** |          |
| Total cens electoral | Total cens electoral                | Total cens electoral                | Total cens electoral                | 2.160* | 100 %**  |          |
| Alcalde: Hèctor Roig Roig (Compromís) (15/06/2019) Per majoria absoluta dels vots dels regidors (7 vots: 4 d'Independents per Catadau i 3 de Compromís) |                                     |                                     |                                     |        |          |          |
| Fonts: JEC, JEZ València. M. Interior, Periòdic Ara. (* No són vots sinó electors. ** Percentatge respecte del cens electoral.)                         |                                     |                                     |                                     |        |          |          |

### Alcaldes
Des de 2017 l'alcalde de Catadau és Hèctor Roig Roig (Compromís).
| Període                       | Alcalde o alcaldessa                       | Partit polític      | Data de possessió     | Observacions       |
| ----------------------------- | ------------------------------------------ | ------------------- | --------------------- | ------------------ |
| 1979–1983                     | Vicente Bono Gimeno                        | PSPV-PSOE           | 19/04/1979            | --                 |
| 1983–1987                     | Vicent Bono Zapata                         | AP-PDP-UL-UV        | 28/05/1983            | --                 |
| 1987–1991                     | Celestino Llorens Sanz                     | AP                  | 30/06/1987            | --                 |
| 1991–1995                     | Celestino Llorens Sanz                     | PP                  | 15/06/1991            | --                 |
| 1995–1999                     | Rafael Pellicer Esteve                     | PP                  | 17/06/1995            | --                 |
| 1999–2003                     | Rafael Pellicer Esteve                     | PP                  | 03/07/1999            | --                 |
| 2003–2007                     | Rafael Pellicer Esteve                     | PP                  | 14/06/2003            | --                 |
| 2007–2011                     | Rafael Pellicer Esteve                     | PP                  | 16/06/2007            | --                 |
| 2011–2015                     | Pedro Juan Bisbal Oltra                    | PP                  | 11/06/2011            | --                 |
| 2015–2019                     | Manuel Enrique Bono Donat Hèctor Roig Roig | PSPV-PSOE Compromís | 13/06/2015 26/05/2017 | Pacte de govern -- |
| 2019-2023                     | Hèctor Roig Roig                           | Compromís           | 15/06/2019            | --                 |
| Des de 2023                   | n/d                                        | n/d                 | 17/06/2023            | --                 |
| Fonts: Generalitat Valenciana |                                            |                     |                       |                    |

## Monuments

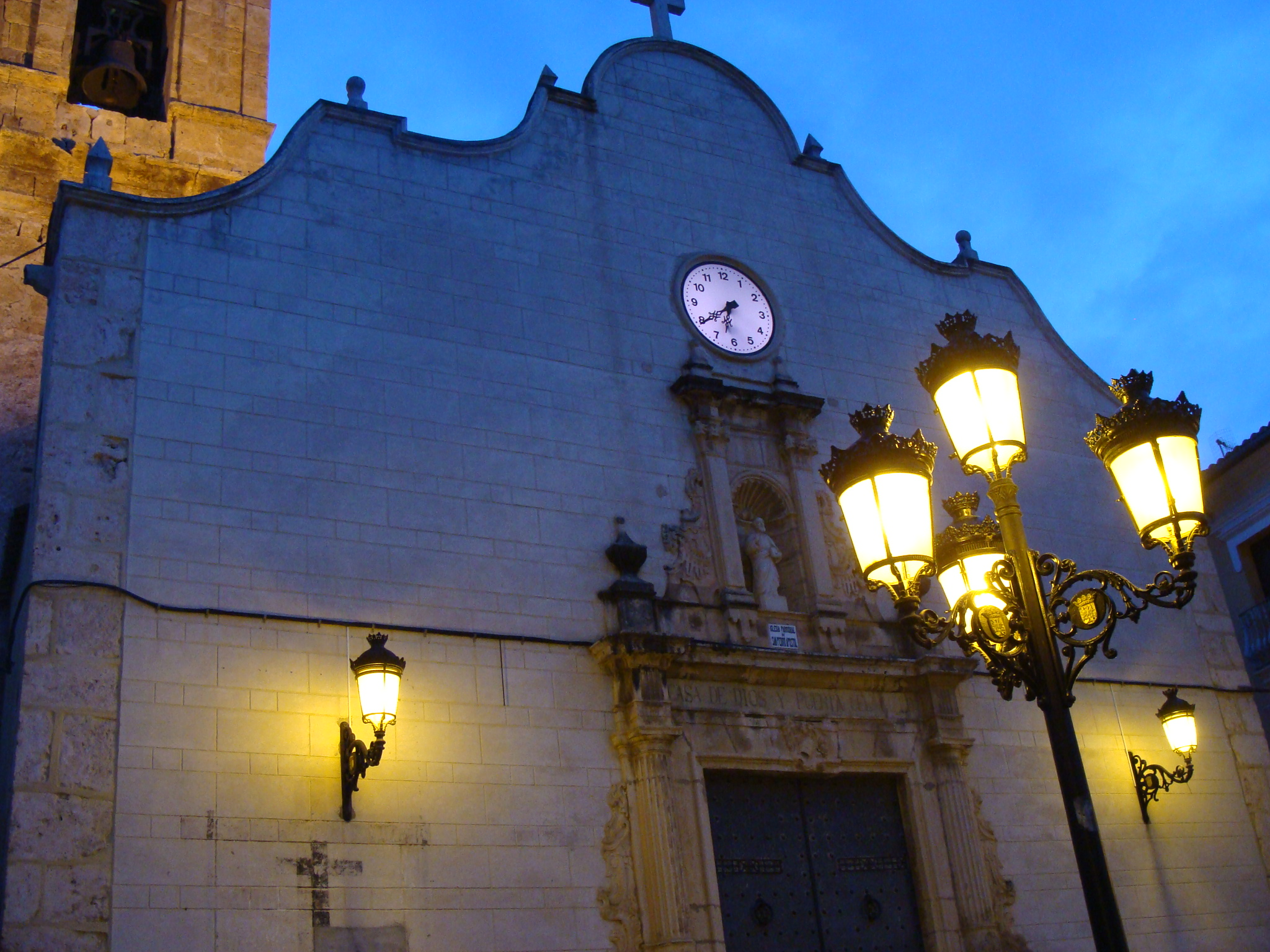
Façana de l'església de Catadau

- Església de Sant Pere Apòstol. Edificada en 1730 sobre una antiga mesquita.
- Centre Catòlic Social de Catadau, d'Enric Viedma i Vidal.
- Castell de Catadau. Es tracta d'una casa construïda sobre les restes d'una possible muralla per a defensar la població de Catadau durant l'època medieval, o bé d'alguna torre o petita fortificació. Les restes que s'han conservat són molt poques; malgrat això, s'hi pot distingir un llenç de mur, construït a base de maçoneria i argamassa.

## Festes
- Festes Majors. En honor de Santa Bàrbara i la Divina Aurora, en la primera setmana d'agost.

## Fills il·lustres
- Leopoldo Ortiz Climent (Catadau, 1941), enginyer i polític